# Louisburgh (County Mayo)
Louisburgh (irisch Cluain Cearbán – „Wiese der Butterblumen“) liegt im Süden der Clew Bay im County Mayo in der Provinz Connacht in Irland. Im Ort liegen das Sancta Maria College und das Grace O’Malley Interpretive Centre. Bei der Volkszählung 2016 lebten hier 434 Einwohner, 2022 nur noch 367.

## Geschichte
Der Ort war ursprünglich planmäßig angelegt und hat bis heute viel des damaligen Aussehens bewahrt. 1795 wurde der Ort vom 3. Earl of Altamount, später 1. Marquess of Sligo, John Denis Browne aus Westport gegründet, um katholische Flüchtlinge aus dem Norden Irlands aufzunehmen, die aus religiösen Gründen geflohen waren. Er benannte die Stadt zu Ehren seines Onkels Captain Henry Browne, der 1758 in Louisbourg gegen die Franzosen kämpfte. Louisbourg war ein Fort auf der Kap-Breton-Insel, Nova Scotia, Kanada.

## Lage
Louisburgh liegt am Bunowen River, der für seinen Lachsbestand bekannt ist. Von Roonagh Pier, etwa 6 km westlich des Ortes, gehen Fähren nach Clare Island und Inishturk ab. In der Nähe liegen einige Strände, die wegen ihrer Sauberkeit bekannt sind.
Östlich des Ortes liegt der Berg Croagh Patrick, auf dem der heilige Patrick 40 Tage lang gefastet haben soll, bevor er alle Schlangen aus Irland vertrieb, da ihn eine Schlange beim Fasten gestört habe. Südlich liegen die Sheeffrey Hills und die Mweelrea Mountains.

## Verkehr
Nach Osten hin führt eine Straßenverbindung (R335) über Murrisk nach Westport, nach Süden setzt sich die R335 über Cregganbaun, vorbei am See Doo Lough, über den Doo-Lough-Pass nach Delphi (County Galway) fort. Nach Westen führt eine weitere Straße über Killadoon und Kinnadoonhy, um an der Küste in der Nähe des Tonakeera Point zu enden.
Die nächstgelegene Bahnverbindung ist der Bahnhof von Westport, der etwa 24 km entfernt ist. Täglich verkehren mehrere Züge von Westport über Athlone nach Dublin Heuston.
Die Busgesellschaft Bus Éireann verbindet Louisburgh in jede Richtung sechsmal täglich mit Westport (Stand 2023).

## Wirtschaft
Louisburgh partizipierte an dem wirtschaftlichen Aufschwungs in Irland zwischen 1995 und 2007. Viele Jahre lang herrschten Auswanderung und Arbeitslosigkeit. Während des Booms herrschte vor allem im Baugewerbe eine hohe Beschäftigung, da eine große Zahl von Ferienhäusern gebaut wurden. Viele Einheimische pendeln zur Arbeit in nahe gelegene Städte wie Westport und Castlebar, die beide eine wachsende industrielle Basis haben.
Im Ort befindet sich auch der Buchladen „Books@One“.

## Sehenswürdigkeiten und Veranstaltungen
- Zwei Kilometer nördlich von Louisburgh befindet sich mit dem Oldhead Wood Nature Reserve eines der wenigen irischen Waldgebiete mit hauptsächlich indigenen Pflanzen (besonders Eichen).[12]
- In der Gegend gibt es eine Reihe von Stränden, die für ihre Sauberkeit bekannt sind. Die dem Ort am nächsten gelegenen Strände sind der "majestätische Old Head", Bunowen und Carramore, während Carrowniskey, Cross und Lecanvey leicht zu erreichen sind. Weiter im Westen und Süden liegen die berühmten Strände White Strand of Tallabawn, Silver Strand und Uggool Beach.[12][13][14]
- Kilgeever Abbey liegt etwas außerhalb der Stadt und besteht aus einer Kirchenruine, einem Friedhof und einem heiligen Brunnen, zu dem Pilgerfahrten stattfinden.[15][16]
- Das Wedge Tomb von Srahwee liegt an der Nordostecke des Lough Nahaltora, etwa 9,5 km südlich von Louisburgh.
- Das Court Tomb von Aillemore liegt etwa 8 km südwestlich von Louisburgh.

Das Theater des Ortes hat mit der Gründung der Ceol agus Dráma i gCluain Cearbán (Musik und Drama in Louisburgh) einen neuen Schub erhalten. Die Gruppe macht vorrangig Theater für Kinder und Pantomimendarstellungen.
Einmal im Jahr, am „May Bank Holiday“-Wochenende findet das Musikfestival „Féile Chois Cuain“ für traditionelle Musik statt und zieht Besucher aus dem In- und Ausland an.

## Personen
- Bridget Rice (1885–1967), Politikerin
- Martin O’Toole (1927–2013), Politiker
- Mike McCormack (* 1965), Schriftsteller, wuchs in Louisburgh auf